# Dirección General de Infraestructura
La Dirección General de Infraestructura (DIGENIN) de España es el órgano directivo del Ministerio de Defensa, adscrito a la Secretaría de Estado de Defensa (SEDEF), que se encarga de planificar y desarrollar la política del Ministerio en materia de infraestructura, medioambiental y energética, así como la supervisión y dirección de su ejecución.
A estos efectos, dependen funcionalmente de esta dirección general los órganos competentes en las citadas materias de las Fuerzas Armadas y de los organismos autónomos del Departamento.

## Historia
La DIGENIN se crea con la reforma de la ley sobre defensa nacional y organización militar de 1984. Nace con el objetivo de unificar y coordinar la política de construcciones y de instalaciones militares que, en ese momento, se encontraba plenamente asumida por cada una de las ramas militares.
Originalmente no estaba pensada para asumir también competencias medioambientales, y esta preocupación de la incidencia militar en el medio ambiente se incluye en 1996 por el gobierno de José María Aznar. Desde entonces, su estructura y competencias apenas han variado.

## Estructura y funciones
De la Dirección General dependen los siguientes órganos, a través de los cuales ejerce sus funciones:
- La Subdirección General de Planificación y Medio Ambiente, que se encarga de dirigir la ordenación territorial de la infraestructura del Departamento; proponer, definir e implementar las políticas de infraestructura mediante planes y programas, efectuando el seguimiento de su ejecución; realizar el seguimiento de los programas y proyectos internacionales en materia de infraestructura, en coordinación con la Dirección General de Política de Defensa, la Dirección General de Asuntos Económicos y con el Estado Mayor Conjunto en lo que afecta a la participación nacional en los Programas de Inversiones en Seguridad de la OTAN (NSIP, por sus siglas en inglés); proponer, definir y desarrollar la política medioambiental y energética del Departamento y dirigir y supervisar su ejecución; así como participar y realizar el seguimiento de programas y proyectos nacionales e internacionales en materia de medio ambiente y eficiencia energética en coordinación, cuando corresponda, con la DIGENPOL.
- La Subdirección General de Patrimonio, que asume la dirección de la gestión de los bienes y derechos inmobiliarios afectos al Ministerio de Defensa, llevar su inventario, gestionando sus adquisiciones, expropiaciones y arrendamientos; y ejerce las competencias en relación con las servidumbres aeronáuticas y con las zonas de interés para la defensa nacional, de seguridad de las instalaciones y de acceso restringido a la propiedad por parte de extranjeros.
- La Subdirección General de Proyectos y Obras, que es la responsable de redactar y dirigir la ejecución de los proyectos de infraestructura del órgano central y apoyar en el mismo sentido a los Cuarteles Generales de los Ejércitos y la Armada; de supervisar todos los proyectos de infraestructura del Departamento; y de elaborar la tipificación en materia de infraestructura.

## Director general
El actual director general de Infraestructura es el General de División Luis Cebrián, nombrado el 19 de enero de 2020.